# Distretto rurale di Babati
Il distretto rurale di Babati fa parte della regione del Manyara, in Tanzania. La capitale amministrativa, anche lei chiamata Babati, è capoluogo anche della regione e si trova 172 km a sud di Arusha. Confina a nord con la regione di Arusha, a sud est con il distretto di Simanjiro, a sud con la regione di Dodoma, a sud ovest con il distretto di Hanang e a nord ovest con il distretto di Mbulu.
Secondo il censimento del 2022 la popolazione del distretto di Babati è pari a 375 200 abitanti..

## Suddivisione amministrativa
Il distretto è diviso nelle seguenti circoscrizioni (wards), tra parentesi gli abitanti (censimento 2022):
1. Arri (16 114)
2. Ayalagaya (11 935)
3. Ayasanda (6 288)
4. Bashnet (17 725)
5. Boay (6 598)
6. Dabil (19 311)
7. Dareda (13 716)
8. Duru (12 609)
9. Endakiso (10 161)
10. Gallapo (23 626)
11. Gidas (7 058)
12. Kiru (16 031)
13. Kisangaji (8 619)
14. Madunga (14 280)
15. Magara (19 688)
16. Magugu (43 282)
17. Mamire (10 223)
18. Mwada (11 605)
19. Nar (13 773)
20. Nkaiti (18 653)
21. Qameyu (12 259)
22. Qash (22 363)
23. Riroda (12 337)
24. Secheda (16 630)
25. Ufana (10 316)